# Sabor Bosne i Hercegovine
 Bosanskohercegovački sabor (Sabor Bosne i Hercegovine) bila je institucija u Bosni i Hercegovini, osnovana 1910. godine. Saboru je pripalo pravo nadzora nad upravom i pravo zakonodavstva i kontrole u svim predmetima, koji se tiču uprave i sudstva samo u Bosni i Hercegovini. To područje nije bilo beznačajno, ali saboru ipak nije dana puna zakonodavna vlast, jer njegov zaključak postaje zakon samo ako vrhovni vladar, car, to odobri i to uz ispunjenje posebnih dodatnih uvjeta (supotpis zajedničkog ministra financija na osnovu suglasnosti obiju vlada Monarhije).

## Austro-Ugarsko zaposjedanje BiH 1878.
Austro-ugarsko zaposjedanje Bosne i Hercegovine, dotad osmanskog bosanskog pašaluka, bilo je rezultat dogovora na Berlinskom kongresu 1878. Velike europske sile su dale mandat Austro-Ugarskoj da uđe s vojskom u Bosnu i Hercegovinu, pod izgovorom da tamo uspostavi mir i red. Austro-ugarska 2. vojska na čelu s generalom Josipom Filipovićem, sastavljena uglavnom od Hrvata, Slovenaca, Srba te drugih slavenskih naroda Monarhije, potkraj srpnja iste godine prešla je granicu i ušla u BiH. Iako su u Beču očekivali da će operacija proći bez većih borbi, okupaciji se žestoko oduprlo muslimansko i pravoslavno pučanstvo, koje se odupiralo tri mjeseca te je austro-ugarskoj vojsci nanijelo nekoliko poraza. Nakon tri mjeseca borbi Austro-Ugarska je uspostavila vojnu okupaciju na čitavom prostoru Bosanskog pašaluka, uključujući i Sandžak.

## Bosna i Hercegovina po dolasku Austro-Ugarske
Cjelokupno vrijeme Austro-Ugarske uprave u Bosni i Hercegovini podijeljeno je u više perioda:
1. Okupacijsko razdoblje (1878. – 1908.)
  1. Razdoblje vojne uprave (1878. – 1882.)
  2. Razdoblje civilne uprave (1882 – 1908.)
2. Aneksijska kriza (1908. – 1910.)
3. Postaneksijsko razdoblje (1910. – 1914.)
4. Prvi svjetski rat (1914. – 1918.)

Za Bosnu i Hercegovinu, uvjetno rečeno, najvažnije je bilo postaneksijsko razdoblje, jer je Austro-Ugarska već tada vršila posljednje pripreme za uvođenje ustavnog stanja u Bosni i Hercegovini, što se i dogodilo 20. veljača 1910. godine, kada je službeno proglašena ustavnost, koja je bila regulirana sa 6 zakona:
- Zemaljski statut (Ustav)
- Izborni red (Izborni zakon)
- Saborski poslovni red (Poslovnik o radu sabora)
- Zakon o društvima u BiH (Zakon o strankama, itd.)
- Zakon sakupljanja u BiH (Zakon o načinu udruživanja)
- Zakon o kotarskim vijećima (Zakon kontroliranja rada kotarskih vijeća)

Bez obzira na sva ograničenja u pogledu zakonodavstva i uprave ustav i njegovi prateći zakoni uveli su u politički život zemlje tri nove institucije:
- Bosanski i hercegovački sabor
- Zemaljski savjet
- Kotarsko vijeće

Usto je bilo neophodno zakonski jamčiti osnovna građanska prava i regulirati javno udruživanje i okupljanje, jer se bez toga ne bi mogao ostvariti ni minimum parlamentarnog života.

## Bosna i Hercegovina prije prvih saborskih izbora

### Ustavna anketa
Nakon što je aneksija prošla bez velikih političkih posljedica, a diplomatska kriza se smirivala, vlada je počela pripreme za donošenje Ustava početkom 1909. godine. Kako bi umirili javno mnijenje, vlada je za 8. veljače 1909. godine sazvala ustavnu anketu u Sarajevu, koju je otvorio civilni adlatus barun Benko, koji je dužim govorom pred prisutnim izložio glavne principe budućeg Ustava. U istom govoru je pričao o sastavu Bosanskog i Hercegovačkog sabora i o njegovoj nadležnosti.
Prvi princip se već nalazio u Carevom pismu, kao sastavnom dijelu čina aneksije, koji je govorio kako će budući sabor biti konstituiran po posebnim kurijama. Pošto je Ustav trebao garantirati osnovna ljudska prava, barun Benko je odredio područje djelovanja sabora. Iz njegove nadležnosti su izuzeti zajednički poslovi u Austro-Ugarskoj, koji se uređuju na temelju sporazuma obiju država Monarhije. Prema Ausgleichu iz 1867. godine, to su bili diplomatsko-vojni, carinski i monopolni poslovi.
Nakon baruna Benka, dr. Nikola Stojanović je rekao da on i njegovi kolege ne mogu sudjelovati u anketi, jer nisu pozvani kao predstavnici SNO-a, nego kao pojedinci. On je odbacio primjedbu baruna Benka, da SNO nije formalno priznata od strane vlade, te je odbacio i predložene ustavne odredbe, zahtijevajući autonomiju Bosne i Hercegovine. Članovi SNO-a su se na kraju povukli iz rada ustavne ankete, jer njihovi zahtjevi nisu bili ispunjeni. Dr. Stojanović je svoj govor tiskao u Zagrebu, s obrazloženjem da ga objavljuje kako se kasnije ne bi moglo reći da se za zahtjeve njegove stranke nije znalo.
Predstavnici MNO-a, Firdus, Karabeg i Miralem, odlučno su odbili sudjelovati u anketi, te nisu došli ni na prvu sjednicu ustavne ankete. Tako su u radu ankete sudjelovali, kao pojedinci, predstavnici svih stranaka, osim MNO-a, SNO-a i Socijaldemokratske stranke.
Pored HNZ-a i Stadlerove klerikalne stranke, sudjelovali su i predstavnici MNS-a, dok je Srbe predstavljao dr. Lazar Dimitrijević, koji je bio vođa male prorežimske stranke SNSS-a. Bez obzira na brojne razlike, u anketi je izraženo određeno jedinstvo svih političkih i etničko-konfesionalnih grupa, prvenstveno po pitanju zaštite i bržeg ekonomskog razvoja domaćeg građanstva. Predstavnici svih političkih grupa su kritizirali vladinu željezničku i tarifnu politiku, a posebno su zahtijevali da pitanje carina, indirektnih poreza i monopola bude u nadležnosti Bosanskog i Hercegovačkog sabora. Na sve ove mnogobrojne i argumentirane zahtjeve civilni adlatus Benko i šef pravosudnog odjela Zemaljske vlade, Adalbert Schek (Adalbert Šek), su samo odgovarali da će Bosanski sabor imati pravo adrese, te da će tako moći istaknuti sve svoje želje.
Tijekom rada ankete dolazilo je do oštrih sukoba oko agrarnog pitanja između pripadnika MNS-a (u čije ime je o tome istupao dr. Halid-beg Hrasnica) i dr. Lazara Dimitrijevića, koji je tražio radikalno rješenje ovog pitanja potpunim oslobađanjem seljaštva od feudalnih i drugih ugovornih obaveza prema zemljoposjednicima. HNZ se po ovom pitanju držala neutralno, jer su bili svjesni da su Hrvati u Bosni i Hercegovini u manjini, te da svoje državno-pravne ciljeve mogu ostvariti jedino ako za sebe pridobiju Bošnjake.

### Izrada Ustava Bosne i Hercegovine
Nakon što je anketa završena, MNO je od 4. svibnja 1909. godine izašla u Musavatu s više natpisa pod naslovom Naše ustavno uređenje, gdje su formulirali stav svoje stranke po pitanju novog Ustava. MNO je zahtijevala od vlade, da se pozovu narodni predstavnici svih političkih grupa, kako bi se raspravljalo o Ustavu. Povod za ovu raspravu, a kojeg je postavila MNO, bio je taj, da vlada, u sporazumu s narodnim predstavnicima, izda zakon o slobodi izbora i dogovora i zakon o političkom udruživanju i organiziranju. Ova dva zakona morala bi prethoditi Ustavu, inače je apsurdno da se stupa u borbu za izbor narodnih poslanika, a da narod ne smije formirati političku stranku, jer u to vrijeme u zemlji ne postoji sloboda održavanja zborova, skupština i udruživanja. MNO se posebno zalagala za uvođenje punog parlamentarizma i za državno-pravnu autonomiju Bosne i Hercegovine. MNO je istaknula da će i dalje surađivati sa Srbima, jer i oni zahtijevaju da se Bosnom i Hercegovinom upravlja prvenstveno preko zemaljskog sabora (parlamenta), koji bi se sastojao od 31 pravoslavnog, 24 muslimanska i 16 katoličkih predstavnika, a ne preko zagrebačkog sabora, u kojem je bilo 116 katoličkih, 69 pravoslavna i samo 24 muslimanska predstavnika. Zbog svog liberalizma, uredništvo Musavata je kažnjeno s 1.500 kruna. Međutim, nakon što je Gligorije Jeftanović u svibnju 1909. godine priznao aneksiju, pod pritiskom Beograda, od zajedničke borbe za autonomiju nije bilo ništa, te se bošnjačko-srpski savez brzo raspao.
Nakon proglasa aneksije, kada je MNO bila u opoziciji, MNS je vidjela mogućnost da se nametne kao politički predstavnik bošnjačkog naroda. Oni su se jako zanimali za obećani Ustav, još od carevog proglasa. U vezi s tim, oni su u svom poluslužbenom glasilu Muslimanska svijest zagovarali pripajanje Bosne i Hercegovine Hrvatskoj, u čemu su vidjeli način rješavanja ustavnog pitanja. Pored toga, tražili su zaštitu jezika domaćeg stanovništva Bosne i Hercegovine od kolonizacije favoriziranih narodnosti u Monarhiji, u pravom redu Nijemaca.
Predstavnici Muslimanske napredne stranke (MNS) već su na prvoj sjednici ankete predali barunu Benku svoju deklaraciju o Ustavu, koja se svodila na četiri točke:
- Zaštita bošnjačkog stanovništva od konverzije, prije svega od katoličkog prozelitizma
- Nepovredivost privatnog vlasništva i održanje agrarnih odnosa u skladu s ozakonjenom Seferskom naredbom iz 1859. godine
- Bosna i Hercegovina kao jedinstveno i nerazdvojivo tijelo
- Zaštita muslimanskog bračnog, obiteljskog i nasljednog prava

Rad na Ustavu tekao je veoma sporo. Tek nakon godinu i pol rada, kada se pripremalo proglašenje Ustava, MNO je 8. veljače 1910. godine priznala aneksiju i izrazila lojalnost prema dinastiji. Međutim, MNO je tražila povećanje broja bošnjačkih mandata u saboru, jer su prije toga isto tražile srpske i hrvatske stranke. Također su tražili veći broj birilnih mjesta u saboru, jer Bošnjacima praktično ne pripada ni jedan od svjetovnih birilnih mandata. MNS je, također, tražila veći broj mandata za Bošnjake u kuriji intelektualaca i gradskoj kuriji. Zahtjevi ovih stranaka bili su odbijeni.
Ustav i za njega vezane zakone Car je sankcionirao 17. veljače 1910. godine, a svečano proglašenje održalo se u velikoj dvorani Zemaljske vlade 20. veljače 1910. godine. Svečanosti su prisustvovali sve članovi vlade, viši činovnici, predstavnici civilnih i vojnih vlasti, poglavari svih vjerskih zajednica, predstavnici gradske općine, autonomnih oblasti i korporacija, kao i drugi ugledni građani. Svečani proglas izvršio je zemaljski poglavar Marjan Varešanin, koji je skupu kratko priopćio nastale promjene u državi, te na kraju pročitao Carevo rješenje o uvođenju Ustava.

## Sastav i struktura Bosanskog i hercegovačkog sabora
Proglasom ustavnosti 20. veljače 1910. godine, otpočeo je s radom i Bosanski i Hercegovački sabor, koji je bio sastavljen kombinacijom socijalnog, konfesionalno i virilističko-kurijalnog sustava (u sabor, pored izabranih članova, ulaze i virilni članovi, koji su, zbog svog položaja, automatski smatrani članovima sabora). Za razliku od drugih anakronih predstavničkih institucija u Monarhiji, Bosanski i Hercegovački sabor se nije zasnivao ni na nekoj posebnoj domaćoj tradiciji. Prema izbornom saborskom redu, građani su po konfesionalnoj pripadnosti bili podijeljeni u tri kurije, tako da je svakoj etničko-vjerskoj grupi osiguravan određeni broj zastupničkih mjesta. Unutar konfesionalnog izbornog tijela postojale su posebne kurije na socijalnoj osoovi:
1. Kurija veleposjednika i intelektualaca
2. Gradska kurija
3. Kurija seoskih općina

Zemaljska vlada je predložila da se na 25.000 stanovnika bira jedan zastupnik. Popis iz travnja 1895. godine govorio je, da je u Bosni i Hercegovini tada ukupno bilo 1,568.092 stanovnika, od čega 548.632 muslimana, 673.246 pravoslavca, te 334.142 katolika. U sabor su, na osnovu ovih brojki, birana 72 zastupnika, tako da je katolicima pripadalo 16, muslimanima 24, pravoslavcima 31 mandat, dok je Židovima pripao samo jedan. Aktivno biračko pravo imali su svi bosanskohercegovački pripadnici muškog spola, koji su na dan izbora navršili 24 godine, koji su slobodni i koji u zemlji žive barem jednu godinu. Jedino su žene veleposjednice, ako plaćaju 140 kruna zemljarine, imale aktivno biračko pravo u veleposjedničkoj kuriji. Pasivno biračko pravo imali su muškarci s navršenih 30 godina, ako uživaju sva građanska prava.
U stvarnosti je situacija bila potpuno drugačija i zavisila je od kurije i konfesije. U svakoj kuriji bila je favorizirana jedna od tri konfesije, ali uzeto sve zajedno, prosjek birača za sve konfesije bio je prilično uravnotežen: jedan pravoslavni mandat dolazio je na 33.714 stanovnika, muslimanski na 33.335, a katolički na 33.373 stanovnika. Ovim se željela održati ravnoteža i paritet između etničko-konfesionalnih grupa, što je bio jedan od osnovnih principa austro-ugarske vlasti u Bosni i Hercegovini. Zbog toga je Car bio obavezan paziti da na položaj predsjednika i potpredsjednika naizmjenično dolaze pripadnici sve tri konfesije. 
Mandat zastupnika trajao je pet godina, bez prava birača na njihov opoziv. Predsjednika i potpredsjednika sabora nisu birali poslanici, nego ih je na početku svakog zasjedanja imenovao Car, pazeći na konfesionalnu ravnotežu i redoslijed. Pored izabranih zastupnika u sabor su ulazili već spomenuti virilisti. Takvih je bilo ukupno dvadeset:
- Muslimani – Reisu-l-ulema, direktor vakufsko-mearifske uprave, sarajevski i mostarski muftija i po imenovanju najstariji muftija
- Pravoslavci – četiri mitropolita i predsjednik pravoslavne zajednice
- Katolici – nadbiskup i dva provincijala franjevačkog reda
- Židovi – sefardski nadrabin
- Predsjednik Vrhovnog suda, predsjednik Odvjetničke komore u Sarajevu, načelnik zemaljskog glavnog grada Sarajeva i predsjednik Trgovačke i obrtničke komore u Sarajevu

Ovakvom strukturom vlada je željela osigurati jedan konzervativan sabor. Vlada se za svaki slučaj osigurala članom 35. Ustava, po kojem sabor ne smije općiti sa drugim predstavništvima, niti smije izdavati ikakve objave. Na saborsku sjednicu se ne smiju pustiti nikakve deputacije, a sam sabor smije slati odaslanstva na carski dvor samo onda, kada se isposluje prethodno previšnje odobrenje.
Po Ustavu, Bosna i Hercegovina ostala je jedinstveno područje s jedinstvenim položajem u Monarhiji i predstavljala je posebnu upravnu jedinicu – corpus separatum (odvojeno tijelo), jer se dvije države, koje čine Monarhiju (Austrija i Ugarska) nisu mogle dogovoriti oko uprave. Ovakav pravni subjektivitet djelomično se izražavao i kroz sabor. BiH ni poslije aneksije i ustavnosti nije mogla neposredno sudjelovati u zajedničkim poslovima na razini Austro-Ugarske. Zemaljski savjet je bila institucija koja je trebala u budućnosti osigurati bolji pravno-politički život BiH u okviru Monarhije. Ali bez obzira na sva ograničenja, Bosanski i Hercegovački sabor je bio pozornica i okvir novih formi građanskog i političkog života u Bosni i Hercegovini.

## Prvi saborski izbori
Zemaljska vlada je prve saborske izbore raspisala za razdoblje od 18. do 28. svibnja 1910. godine. Tada su MNO i MSS pregovarali o zajedničkom istupanju na izborima, te podijeli mandata. MNO je MSS-u ponudio 6 mandata, što su ovi odbili, tako prekinuvši pregovore. Na istim izborima SNO je osvojila sve pravoslavne mandate, njih ukupno 31, kao MNO, koja je dobila svih 24 muslimanska mandata. Od 16 katoličkih mandata, HNZ je dobila 12, a "stadlerovci" (pristalice nadbiskupa Josipa Stadlera, koji je vodio HKZ – Hrvatska katolička zajednica) samo 4 mandata.
Odaziv birača bio je ogroman. Od ukupno 105.734 upisana Bošnjaka u seoskoj kuriji, glasalo je 88.205 ili 83 %, Srba 85 %, a najmanji odziv u seoskoj kuriji bio je među Hrvatima, gdje je glasalo samo 61 % stanovnika. Bez mandata su ostali ljudi iz MSS-a, kao i demokrati, koji su isticali Osmana Đikića, kao kandidata u trećoj kuriji. Međutim, utjecaj MNO-a je bio tako jak, da su seljaci odbijali slušati njegove govore, kao i one Smail-age Ćemalovića.
Iako je sabor u početku radio sporazumno, gotovo sva zasjedanja, kojih je bilo ukupno četiri, karakterizirala je nacionalistička obojenost istupa sprskih i hrvatskih zastupnika, koji su u svakoj prilici isticali svoje zahtjeve nad Bosnom i Hercegovinom. Prvi sukobi počeli su već kod rasprave o nacrtu zakona o poštanskoj štedionici. Sve to, a posebno sarajevski atentat 28. lipnja 1914. godine na austrijskog prijestolonasljednika Franju Ferdinanda i njegovu ženu Sofiju, utjecali su da Car već 6. veljače 1915. godine raspusti sabor, jer su prethodno van snage stavljene najvažnije odredbe bosanskog i hercegovačkog Ustava iz 1910. godine. U međuvremenu počinje i Prvi svjetski rat.

## Bosna i Hercegovina nakon raspuštanja sabora
Do izbijanja Prvog svjetskog rata, prema Ustavu Bosne i Hercegovine iz 1910. godine, Bosna i Hercegovina je predstavljala posebno upravno tijelo u strukturi Habsburške monarhije, s posebnim pravnim sustavom i posebnim statusom svojih građana, koji nisu tretirani ni kao Austrijanci ni kao Ugari. Taj politički subjektivitet se posebno izražavao kroz Bosanski i Hercegovački sabor. Njegovim raspuštanjem Bosna i Hercegovina je i dalje zadržala svoj poseban položaj u Monarhiji, u čijem se vrhu mnogo raspravljalo o njenom državno-pravnom statusu.
Zemaljski poglavar Stjepan Sarkotić predlagao je da se umjesto raspuštenog sabora formira administrativni savjet, kao neka vrsta predstavničkog tijela. Zajednička vlada u Beču je to odbila, a obrazloženje je bilo to, da Bosanski i Hercegovački sabor nije raspušten, te da će se ponovo sazvati, čim to okolnosti dopuste.
Kombinacije oko državno-pravnog položaja Bosne i Hercegovine napravljene su s ciljem da se priječi eventualni raspad Austro-Ugarske, te da se onemogući rješenje jugoslavenskog pitanja. Austrija je inzistirala da se Bosna i Hercegovina pripoji Austriji, dok je Ugarska tražila pripojenje Bosne i Hercegovine Ugarskoj. Također su postojali razni planovi o podjeli Bosne i Hercegovine između ove dvije države; Ugarskoj bi pripali banjalučki i bihaćki okruzi, a ostala četiri okruga (sarajevski, travnički, tuzlanski i mostarski) bi pripali Austriji.
Predsjednik ugarske vlade grof István Tisza smatrao je da bi se politička ravnoteža u Monarhiji mogla uspostaviti jedino priključenjem Bosne i Hercegovine Ugarskoj, pošto je ista bila poremećena priključenjem Poljske Austriji. Od ove ideje je odustao kada su mu jugoslavenski orijentirani srpski i hrvatski bosanskohercegovački političari predali 20. rujna 1918. godine memorandum u kojem se traži rješenje bosanskog i hercegovačkog pitanja na principu samoopredjeljenja naroda. S druge strane je tekao proces rješavanja jugoslavenskog pitanja u vidu stvaranja jedne zajedničke jugoslavenske države, kraljevine SHS.